# Domain hack
Un domain hack est un nom de domaine qui signifie quelque chose (un mot ou une phrase) lorsqu'on concatène deux ou trois niveaux adjacents de ce domaine . Par exemple, http://bir.ds/ et http://exemp.le/ utilisent fictivement les codes pays .ds et .le pour suggérer respectivement les mots birds (oiseaux) et exemple. Dans ce contexte, le mot hacker désigne une astuce et non l'exploit d'une personne qui serait passée au travers des règles de sécurité d'un ordinateur. 
La technique du domain hack offre la possibilité de produire des noms de domaine courts. Ce qui les rend potentiellement attrayants en tant que sites de redirection, domaines de base auxquels déléguer des sous-domaines ou des services de raccourcissement d'URL.

## Histoire
Le 23 novembre 1992,  inter.net a été enregistré .  Dans les années 1990, plusieurs noms de domaines se terminant par "pla.net" sont actifs. Le concept consistant à découper une phrase avec les différentes parties d'un nom de domaine pour construire un domain hack commence à se répandre. Le 3 mai 2002, icio.us est enregistré pour créer del.icio.us. 
Who.is est un serveur whois, qui indique le propriétaire d'un nom de domaine enregistré. Il a été créé le 12 juin 2002 et enregistré à Reykjavik, Islande.
Le 14 janvier 2004, l'administration internet des îles Christmas révoque l'enregistrement d'un nom de domaine en .cx pour un site offensant goatse.cx, un site qui utilise "se.cx" pour former le mot "sex". Le nom de domaine a été originellement enregistré en 1999. D'autres sites similaires ont été enregistrés pour créer des sites parodiques comme oralse.cx ou analse.c; parfois .cz (République tchèque) ou .kz (Kazakhstan) sont substitués à .cx. 
Le terme domain hack a été inventé par Matthew Doucette le 3 novembre 2004 pour définir « un nom de domaine non conventionnel qui utilise des parties de SLD (domaine de deuxième niveau) ou de TLD (domaine de premier niveau) pour créer le titre du nom de domaine » .
Yahoo! a acquis blo.gs le 14 juin 2005, et del.icio.us le 9 décembre 2005.
Le 11 septembre 2007, les noms de serveurs pour le .me sont délégués au gouvernement du Monténégro par l'IANA, avec une période de transition de deux ans pour transférer les .yu existants sur des .me. Une des premières étapes dans le déploiement en ligne du .me a été de créer .its.me en tant qu'espace internet pour des sites personnels. Plusieurs autres noms de domaines à fort potentiel tels que love.me et buy.me  sont conservés par le bureau d'enregistrement en tant que noms de domaine premium pour une vente aux enchères ultérieure.    
Le 15 décembre 2009  Google a lancé son propre réducteur d'URL sous le domaine goo.gl en utilisant le domaine national de premier niveau (ccTLD) du Groenland. YouTube a lancé par la suite youtu.be  en utilisant  le ccTLD de la Belgique. 
En mars 2010, National Public Radio lance son propre réducteur d'URL sous le nom de domaine n.pr en utilisant le ccTLD de Porto Rico. Le nom de domaine n.pr est couramment utilisé pour créer un lien vers une page du site NPR par son identifiant et est un des plus petits noms de domaines possibles issus de la technique du domain hack.
Fin 2010, à l'image de Google, Apple a lancé le service de raccourcissement d'URL sur le nom de domaine itun.es, en utilisant le ccTLD de l'Espagne. Cependant, contrairement à Google qui propose son service au public pour n'importe quelle adresse, l'utilisation du service itun.es est réservée aux utilisateurs souhaitant pointer vers un lien vers iTunes.

## Noms de domaines internationaux
Dans la plupart des cas, l'enregistrement de ces réducteurs d'URL repose sur l'utilisation de noms de domaine nationaux, chacun d'eux ayant un identifiant unique composé de deux lettres. 
Par exemple, blo.gs utilise le domaine de premier niveau (TLD) .gs (Géorgie du Sud et les Îles Sandwich du Sud) pour écrire « blogs », fa.st utilise le TLD .st (Sao Tomé-et-Principe) pour écrire « fast », chronolo.gy utilise le TLD .gy (Guyana) pour écrire « chronology », Instagr.am utilise le TLD .am (Arménie) pour écrire le nom de son service internet de partage de photos « Instagram », helpmelearn.it utilise le TLD .it (Italie) pour écrire « help me learn it », Mulhou.se utilise le TLD .se (Suède) pour écrire « Mulhouse », sexyi.am utilise le TLD .am (Armenie) et darkvir.us utilise le TLD .us (États-Unis) et le partage avec des services d'hébergement gratuit, et tel.ly utilise le TLD .ly (Libye) pour écrire « telly » (un terme familier pour désigner une chaîne de télé britannique).
Le nom de domaine de troisième niveau del.icio.us, cr.yp.to et e.xplo.it utilisent des noms de domaine de second niveau (SLD) icio.us, yp.to and xplo.it des TLD .us (États-Unis), .to (Tonga) et .it (Italie) pour écrire respectivement « delicious », « crypto » et « exploit ».
Dans certains cas, le code d'un domaine national de premier niveau a été totalement repensé en termes de marketing international, pour les sites distribuant du contenu audio-visuel. C'est le cas par exemple de .am (Arménie), .fm (États fédérés de Micronésie), .cd (République démocratique du Congo), .dj (Djibouti) et .tv (Tuvalu).
Les extensions .ly (Libye) sont utilisés pour construire des mots anglais qui terminent par « ly », comme sil.ly ou musical.ly. Les services de réducteurs d'URL comme bit.ly, brief.ly, name.ly et ow.ly utilisent cette technique de domain hack.

## Autres langues
En Allemagne, Autriche et Suisse, le domaine .ag des Antigua et Barbuda est utilisé par des sociétés enregistrées sous la forme juridique des Aktiengesellschaft (abrégées en AG, équivalent aux sociétés anonymes françaises).
Le nom de domaine .as (Samoa) est populaire dans les pays où A/S est une abréviation utilisée par certaines organisations enregistrées sous cette forme légale.
Certaines organisations situées en Suisse utilisent un nom de domaine qui se réfère à leur canton d'implantation. Comme le TLD .be pour les sociétés implantées dans le canton de Berne.
En turc, « .biz » veut dire « nous » et est régulièrement utilisé en fin de phrase, pour donner de l'emphase dans une phrase qui commence par « nous sommes ».
Les noms de famille slaves se terminent régulièrement par ch (par exemple -ich, -vich, -vych, -ovich). Le nom de domaine .ch, ccTLD de la Suisse, est fort prisé par ces familles.
Depuis l'introduction du domaine .eu (eu veut dire « Je » en roumain et en portugais), cette extension est devenu très populaire en Roumanie parmi les personnes qui veulent enregistrer leur nom avec l'extension .eu.
Utilisation en français, italien et portugais, de l'extension .la pour dire « là » ou « lá ». Depuis que cette extension est ouverte, elle peut être une excellente manière d'obtenir un nom de domaine attractif. Comme vavoir.la, cestpar.la ou cliquez.la. En Italie, certains TLD sont identiques aux codes identifiant les régions italiennes, comme .to (Turin) ou .tv (Trévise) et sont régulièrement utilisées pour créer des noms de domaine dans ces régions. L'extension .ca est utilisée en français pour « çà », mais l'utilisation de l'extension est réservée aux résidents canadiens.
En hongrois .ma (Maroc) veut dire « aujourd'hui » et est parfois utilisé dans la construction des noms de domaines.
Il y a eu une mode en français d'enregistrer des noms de domaine pour des sites à caractère pornographique avec l’extension .nu (Niue). Mais les autorités administratives de ce pays ont révoqué la plupart de ces sites. Ceux qui restent sont des sites parodiques sans utilisation de la nudité. En France on note également l'utilisation de l'extension réservée à (Jersey) .je, qui est aussi utilisé en néerlandais car cela veut dire « vous », « votre » et « petit ».
En danois, suédois et néerlandais « nu » veut dire « maintenant » dans ces langues. Cette extension était beaucoup utilisée, notamment par les suédois, qui avant 2003 ne pouvaient pas enregistrer n'importe quel nom de domaine sous l'extension .se.
En russe, net (lu comme « niet ») veut dire « non ». Ainsi il y a beaucoup de domaines du type « domaine.net » (par exemple redaktora.net qui veut dire « sans éditeur »). Un usage similaire de .info (dans beaucoup de langues, ce mot signifie « information ») est de l'utiliser précédé d'une négation afin de produire l'équivalent de « il n'y a pas d'information ».[réf. nécessaire]
En tchèque, polonais et slovaque, to veut dire « ça » ou « cela ». Beaucoup utilisent donc le nom de domaine .to (Tonga) dans le format « faire.to » (par exemple zrobie.to, qui signifie « Je vais le faire » en polonais ou encore prestahujeme.to qui signifie « Nous allons le déplacer » pour un site slovaque de déménagements. Le site tchèque de partage de fichiers uloz.to a été créé en 2007, son nom « ulož to » signifie « sauvegarde le ».
En slovène, si est la forme du datif employée pour le pronom personnel et la forme employée à la deuxième personne dans la conjugaison du verbe être. Depuis que .si est le ccTLD slovène, les domain hacks sont nombreux. L'ARNES (en) (Autorité d'enregistrement slovène) limite l'utilisation du domaine de la Slovénie aux résidents et organisation slovènes.
En espagnol et en portugais, ar représente la terminaison de nombreux verbes à l'infinitif. Aussi les domain hacks utilisant le TLD de l'Argentine .ar sont nombreux (par exemple educ.ar signifiant « enseigner »).